# Aleksandr Jirov
Aleksandr Jirov est un footballeur russe, né le 24 janvier 1991 à Barnaoul. Il évolue au poste de défenseur central au FK Tcheliabinsk.